# 葛飾正久
葛飾 正久（かつしか まさひさ、生没年不詳）とは、明治時代の浮世絵師。

## 来歴
『葛飾北斎伝』によれば江戸の人で、明治17年（1884年）に葛飾北斎の墓所誓教寺を訪れ、自らを「北斎の後」と称したという。明治年間に葛飾正久と称し錦絵や読み物の挿絵を描いている。

## 作品
- 『絵本為朝一代記』1冊　※菅谷与吉編、明治17年刊行
- 『怪談怨緒環』1冊　※関屋孝橘著、明治18年刊行
- 『白井孝交伝』　※明治18年刊行
- 『絵本徳川十五代記』 1冊　※菅谷与吉編、明治19年刊行（情報）
- 『日本みやげ』　※明治22年（1889年）刊行
- 「全国雷名の諸君見立力競」　大判錦絵3枚続　江戸東京博物館所蔵　※明治15年